# Wawat
Wawat è il nome dato dagli Egizi alla zona a sud di Assuan. e secondo numerosi testi dell'antico Egitto, da questa vasta regione della Nubia, compresa fra il 18º e il 25º parallelo di latitudine nord, proveniva l'oro dei faraoni.
Questa regione si divideva in tre grandi zone: da quella più a nord, in territorio egiziano, proveniva l'oro di Copto estratto dalle miniere del Uadi Hammamat, e dei Widian di Silsila e Abbad; la zona centrale forniva l'oro di Wawat estratto dalle miniere dei Widian Allaqi, Gabgaba e dei loro tributari, in territorio sudanese; dalla zona meridionale arrivava, l'oro di Cush, estratto dalle miniere vicine al Nilo, da Buhen a Kerma. 
Una carta geografica di Jean Vercoutter, pubblicata sulla rivista “Kush” (VII,1959), illustra graficamente questa divisione.
La regione che ha fornito il maggiore quantitativo d'oro affluito nell'arco dei millenni ai templi e nelle “casse” dei faraoni era quella di Wawat.

## Gli “annali” di Thutmose III
Gli annali di Thutmose III sono incisi su una parete del tempio di Karnak, all'altezza del sesto pilone: una precisa contabilità voluta da questo faraone. Viene elencato con esattezza il metallo prezioso arrivato in Egitto nel corso di tre anni del suo regno: 34, 38 e 41. Nel corso di questo periodo la desertica regione di Wawat produsse 8542 deben di oro. Il deben, un'unità di misura degli antichi egizi, equivale a 91 grammi, quindi, nel corso dei tre anni, entrarono in Egitto circa 776 chili del prezioso minerale. Per meglio comprendere il divario produttivo tra Wawat e le altre regioni aurifere è sufficiente sottolineare che durante gli stessi tre anni, la regione di Cush produsse 592 deben d'oro, circa 53 chili.

## Le fonti arabe
Quando gli arabi conquistarono l'Egitto nel 642 d.C., ebbe inizio la prima corsa all'oro tramandata dalla storia.
Furono soprattutto le miniere della regione di Wawat, nel Wadi Allaqi, ad attirare i cercatori in virtù della grande quantità d'oro che fornivano.
Lo storico arabo al-Yaqubi così sottolineava l'importanza di questa zona alla fine del X secolo: 
“Wadi Allaqi è come un'immensa città, molto popolata da arabi e non arabi, tutti cercatori d'oro. Gli abitanti hanno al loro servizio schiavi neri che lavorano nello sfruttamento di queste miniere. Le pepite d'oro… vengono messe in barre”

## L'inaridimento del deserto: difficoltà di percorrenza delle piste per Wawat
Il progressivo processo di inaridimento del deserto è evidenziato da un testo risalente al faraone Ramses II (1295 a.C, XIX dinastia egizia) inciso su una stele trovata a Kuban', località sul Nilo, oggi scomparsa sotto le acque del lago Nasser, che era luogo di partenza delle carovane per Wawat. Sulla stele si legge: “Solo pochi uomini della carovana per il lavaggio dell'oro erano in grado di giungere fin laggiù e soltanto metà di loro ritornavano fin qui, poiché essi morivano di sete lungo la strada, con gli asini che spingevano davanti a loro. Non c'era possibilità per gli uomini di trovare, sia all'andata che al ritorno, altra acqua se non quella contenuta nelle otri di pelle…”

## Missioni di Alfredo e Angelo Castiglioni: la ricerca della pista faraonica più breve per Wawat
Diverse missioni archeologiche effettuate tra il 1989 e il 1994 dai fratelli archeologi Angelo e Alfredo Castiglioni, hanno permesso di scoprire l'antica città' di Berenice Pancrisia e di definire l'itinerario più breve che dal Nilo conduceva a Wawat.
Il percorso iniziava da Miam (Aniba), capitale amministrativa e sede del Viceré, nella Bassa Nubia, 
e raggiungeva Wawat coprendo uno spazio più breve rispetto a quello delle piste partenti da Assuan e Kuban'. Un itinerario, quindi, che riduceva il rischio, per uomini e animali, di perire di sete.
Il ritrovamento, nel febbraio del 1990, di un'iscrizione geroglifica di circa un metro e mezzo di lunghezza, sembra confermare l'itinerario. Incisa sull'arenaria di un riparo, risale alla XVIII dinastia egizia, oltre 3300 anni da oggi. Nelle vicinanze si trovano numerosi frammenti di anfore, per contenere acqua, risalenti allo stesso periodo. 
Nell'iscrizione si legge la frase: “Il principe di Miam, Hekanefer”. Quindi, un personaggio importante, di sicuro un Sementi che fu inviato dal faraone alla ricerca della pista più breve e sicura per Wawat o delle sue miniere d'oro.